# Дружелюбовка (Запорожская область)
Дружелюбовка (укр. Дружелюбівка) — село,
Дружелюбовский сельский совет,
Вольнянский район,
Запорожская область,
Украина.
Код КОАТУУ — 2321581401. Население по переписи 2001 года составляло 447 человек.
Является административным центром Дружелюбовского сельского совета, в который, кроме того, входят сёла
Новоивановское,
Новософиевка,
Украинка и посёлок
Гасановка.

## Географическое положение
Село Дружелюбовка находится на расстоянии в 1 км от сёл Новоивановское и Новософиевка.
Рядом с селом протекает пересыхающий ручей с запрудами.
Рядом проходят автомобильная дорога Н-15 и
железная дорога, станция Янцево в 2,5 км.
Через село проходит отдельная железнодорожная ветка к Янцевскому гранитному карьеру.

## История
- 1924 год — дата основания.

## Экономика
- «Ремдорстрой», ООО.
- Дружелюбовский исправительный центр № 1.

## Объекты социальной сферы
- Школа.
- Дом культуры.

## Достопримечательности
- Братская могила советских воинов.